# Geophis tectus
Espèce
Statut de conservation UICN

 LC  : Préoccupation mineure
Geophis tectus  est une espèce de serpents de la famille des Dipsadidae.

## Répartition
Cette espèce est endémique du Panama.

## Publication originale
- Savage & Watling, 2008 : Not so rare snakes: a revision of the Geophis sieboldi group (Colubridae: Dipsadinae) in lower Central America and Colombia. Zoological Journal of the Linnean Society, vol. 153, no 3, p. 561-599.